# 狭花紫堇
狭花紫堇（学名：Corydalis angustiflora）为罂粟科紫堇属下的一个种。

## 扩展阅读
- 維基物種上的相關：狭花紫堇